# Tropas Internas Russas
As Tropas Internas do Ministério de Assuntos Internos da Federação Russa (em russo: Внутренние войска Министерства внутренних дел, Vnutrenniye Voiska Ministerstva Vnutrennikh Del; abreviado ВВ, VV) foram unidades militares especiais projetadas para a segurança nacional, segurança pública, protecção dos direitos e liberdades dos cidadãos, de criminosos e outros atos ilícitos.
As Forças internas foram parte da estrutura do Ministério de Assuntos Internos da Federação Russa, sendo separados das Forças Armadas, mas ainda assim eram uma força militar e a maioria de seu efetivo era composto por conscritos.
A partir de 2016, as Tropas Internas foram extintas e integradas a Guarda Nacional da Rússia, sob o controle direito do Presidente da Rússia Vladimir Putin.

## Tarefas

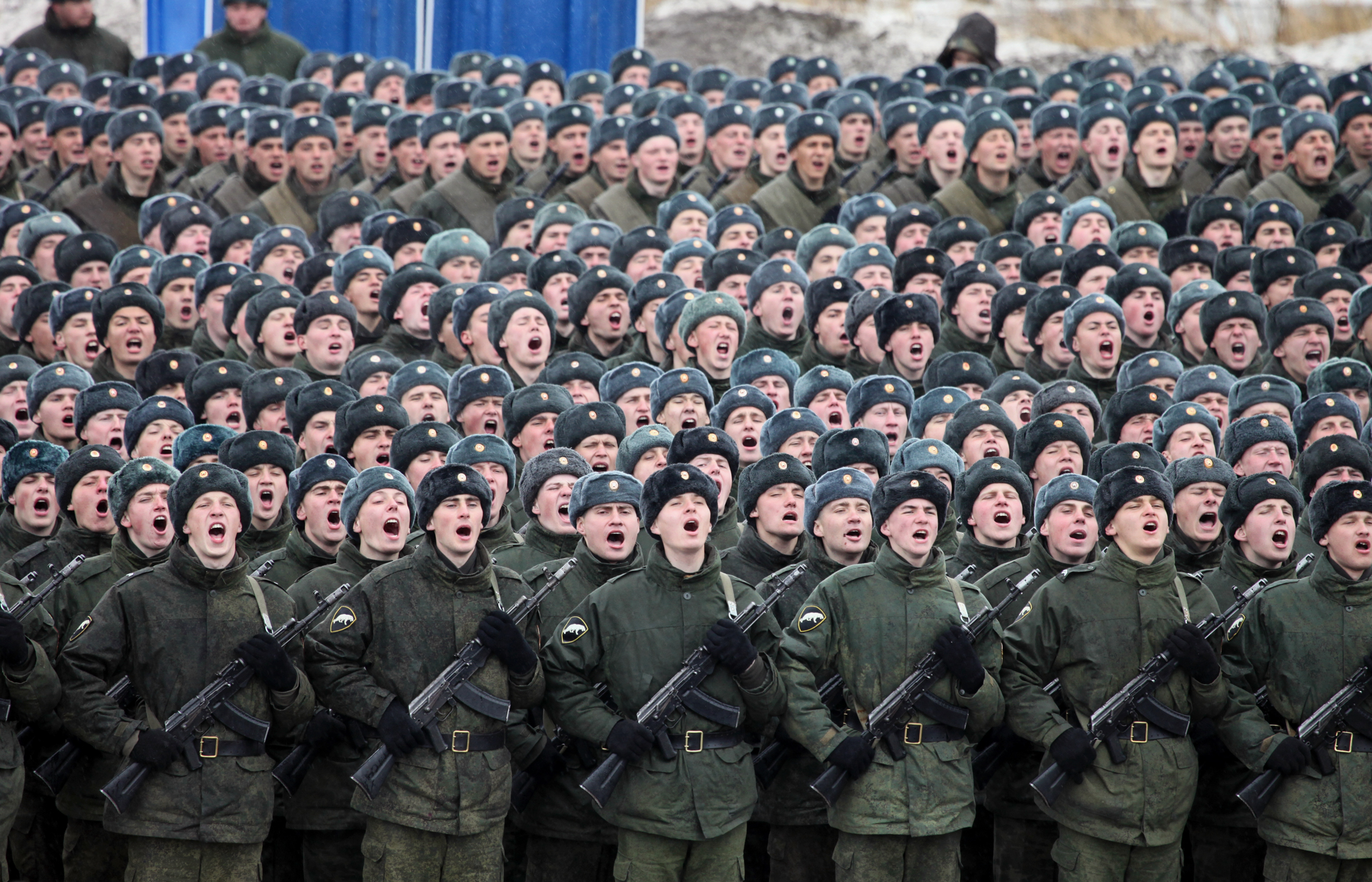
Divisão de soldados ODON das Tropas Internas Russas.

As tarefas das tropas internas do Ministério do Interior russo, identificadas na Lei Federal são:
- Proteger a ordem pública, segurança pública e estado de emergência
- Proteger instalações públicas importantes e especiais.
- Participar da defesa territorial da Federação Russa.
- Auxiliar o Serviço de Fronteiras do Serviço Federal de Segurança da Federação Russa na proteção da fronteira do Estado da Federação Russa.
- Lutar contra o terrorismo e assegurar o funcionamento de contraterrorismo.

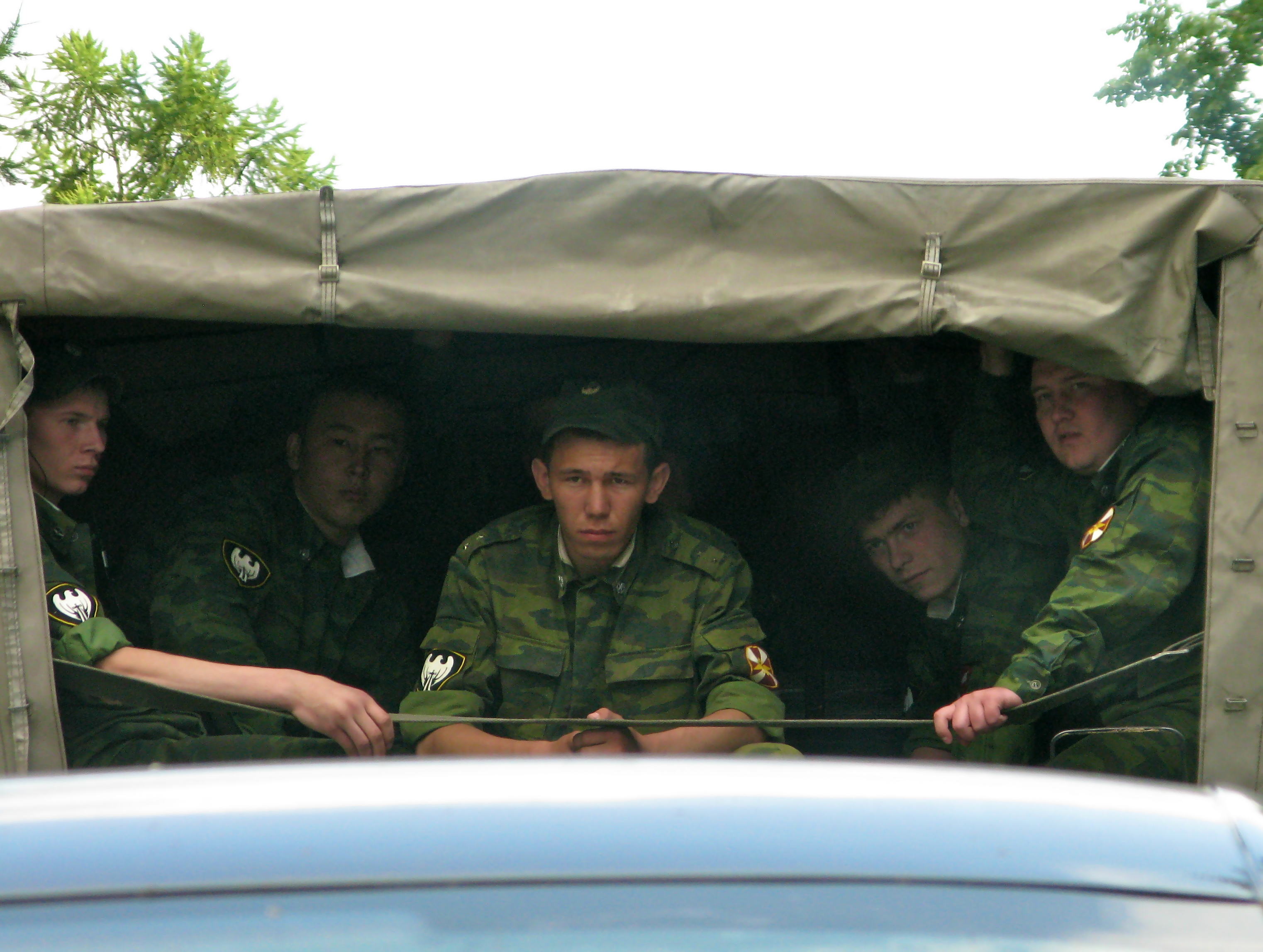
Conscritos das Tropas Internas em 2009.

Apesar de possuir arquitetura de exército, não faz parte dele. Estruturalmente, as forças internas fazem parte do Ministério do Interior Russo. Ao contrário do Exército, a tarefa do Ministério do Interior Russo é manter a ordem constitucional e a ordem pública no país (em oposição ao exército, que é projetado para defender o país contra o inimigo externo). No entanto, no caso de violação da soberania do Estado a partir do exterior (por exemplo, um conflito armado de fronteira ou agressão de outro estado), as tropas internas são chamadas para repelir a agressão juntamente com os militares e guardas de fronteira das Forças Armadas da Rússia, sob a liderança do Comandante Supremo das Forças Armadas russas.
No início as tropas internas também foram usados para proteger os campos de prisioneiros e de escolta, mas agora estas funções foram abolidas das forças internas.

## História
Em 28 de Julho de 1988, o Presidium do Soviete Supremo emitiu um decreto sobre os direitos e deveres das Tropas Internas, que deveriam cuidar da salvaguarda da ordem pública, clarificando o seu papel na finada URSS. No entanto, as tropas internas ainda faziam parte das Forças Armadas e este estado das coisas não satisfazia a  ninguém. As Forças Armadas não queriam ser vistas como uma força de repressão interna, especialmente após a desastrosa guerra do Afeganistão. O MVD deveria exterminar, cada vez mais os bem organizados e equipados, frequentes e violentos ataques criminosos. Para isso, o MVD necessitava de maior poder de fogo. Em 21 de Março de 1989, o Presidium do Soviete Supremo da URSS decidiu tomar as tropas internas para fora das Forças Armadas e dar-lhes o Ministério do Interior.
A Rússia tratou a Primeira Guerra da Chechênia como assunto interno e a MVD desempenhou o papel de coordenação para as forças russas na área. As tropas internas no território checheno foram reforçadas, mas o MVD não estava pronto. Seus comandantes não tinham nenhuma experiência ou treinamento que prepará-los para o conflito. O vice-comandante das tropas internas, General Kavun, tentou justificar o desempenho menos que satisfatório de suas tropas dizendo que tinha apenas 39% dos veículos BTR e BMP que foram colocados no papel.

## Distintivos de ombro das tropas internas
|                                     |                            |                                                                            |                                                                  |                   |
| Tropas Internas (variante)          | Tropas Internas (variante) | Alto Comando das Tropas Internas                                           | Ordem Orshansko-Hingansky do Distrito Bandeira Vermelha (Moscou) | Distrito Noroeste |
| Distrito Caucasiano Norte           | Distrito Volga             | Distrito Ural                                                              | Distrito Sibério                                                 | Distrito Leste    |
| Segurança Interna e Colégio Militar | OMSDON                     | Gestão de Protecção de instalações públicas importantes e cargas especiais | Unidades Especiais                                               |                   |